# 庙下乡 (龙游县)
庙下乡，是中华人民共和国浙江省衢州市龙游县下辖的一个乡镇级行政单位。

## 行政区划
庙下乡下辖以下地区：
晓溪村、遂乐村、芝坑口村、严村、梅林村、浙源里村、陈村、八角殿村、长生桥村、毛连里村、庙下村、庙上新村和凉丰村。